# Vladislava Urazova
Vladisláva Sergéevna Urázova (in russo Владисла́ва Серге́евна Ура́зова?; Rostov sul Don, 14 agosto 2004) è una ginnasta russa, campionessa olimpica con la squadra alle Olimpiadi di Tokyo 2020.

## Carriera senior

### 2021
A giugno viene scelta per rappresentare la Russia ai Giochi Olimpici, insieme a Lilija Achaimova, Viktorija Listunova e Angelina Mel'nikova.
Il 25 luglio prende parte alle Qualifiche, tramite le quali il Comitato Olimpico Russo (ROC) accede alla finale a squadre al primo posto, mentre individualmente si qualifica al quinto posto per la finale all-around e al settimo per la finale alla trave.
Il 27 luglio il ROC vince la medaglia d'oro nella finale a squadre, interrompendo il dominio degli Stati Uniti, che erano imbattuti dal 2010. Il 29 luglio partecipa alla finale all-around terminando al quarto posto.
Il 3 agosto partecipa alla finale alla trave, dove conclude la gara all'ottavo posto.